# 李志军 (1969年)
李志军（1969年10月—），河南林州人，1991年7月参加工作，2001年6月加入中共，财政部财政科学研究所财政理论与政策专业在职经济学博士学历，高级工程师。

## 简历
历任北京市经委科技处副处长，北京市人民政府办公厅副处级秘书，中共北京市委办公厅副处级秘书、正处级秘书、副局级秘书、正局级秘书，中共北京市委副秘书长。
2012年4月，任中共北京延庆县委书记。2015年12月10日，任中共延庆区委书记。2018年11月，任中共北京市委农工委书记，北京市农业农村局局长。